# Кралство Франция
Кралство Франция (на старофренски: Reaume de France; на френски: Royaume de France) е кралство, съществувало през Средновековието и ранното съвремие и е една от най-мощните държави в Европа от края на Средновековието.
Корените на кралство Франция са в Западнофранкското кралство, създадено при разделянето на Франкската империя от Карл Велики с Верденския договор през 843 г. През 987 г. Хуго Капет е избран за крал, макар по това време той все още да се нарича крал на франките. Първият, който се нарича крал на Франция, е Филип II.
Потомците на Хуго Капет управляват Франция около 800 години чрез династиите Капетинги, Валоа и Бурбони.
През 1789 г. избухва Френската революция, при която абсолютният монарх Луи XVI е принуден да се подчини на исканията на новото Национално учредително събрание. Класовият привилегирован режим е заменен от изборни органи и е приета Декларация за правата на човека и гражданските права, а през 1791 г. – конституция на Франция. Опитът за установяване на конституционна монархия се проваля и противниците на короната, водени от Жорж Дантон и други, завземат властта. Монархията е премахната през септември 1792 г. и на нейно място се създава република, която твърдо се основава на ценностите на епохата на Просвещението. Монархията е възстановена от другите големи европейски сили през 1814 г. и оцелява до Февруарската революция през 1848 г.

## Политическа история

### Западна Франкия
През последните години на управлението на Карл Велики, викингите извършват нашествия по северните и западните брегове на Франкия. След като той умира през 814 г., неговите наследници се оказват неспособни да поддържат политическото единство на империята и тя започва да се разпада. Вердюнският договор от 843 г. поделя Каролингската империя на три части, като Карл II Плешиви получава Западнофранкското кралство – ядрото, от което по-късно се развива Кралство Франция. Карл II Плешиви е коронован и като крал на Лотарингия след смъртта на Лотар II през 869 г., но Меерсенският договор от 870 г. го принуждава да отстъпи голяма част от Лотарингия на братята си.
Викингските набези по поречието на Лоара, Сена и други реки към вътрешността се засилват. По време на управлението на Шарл Простовати (898 – 922), норманите на Роло от Скандинавия се заселват по брега на Сена в областта, която днес е известна под името Нормандия.

### Развито средновековие
Каролингите имат същата участ като предците си: след борба за власт между двете династии, изкачването на Хуго Капет на престола през 987 г. дава начало на династията на Капетингите. Заедно с разклоненията си, династиите Валоа и Бурбон, тя управлява Франция в продължение на над 800 години.
Старият ред оставя на новата династия само малко земи около средното течение на Сена, докато влиятелните земевладелци (например графовете на Блоа) натрупват големи области чрез брак или чрез частни сделки с дребни благородници в замяна на защита и подкрепа.
Районът около долното течение на Сена се превръща в източник на особена тревога, когато Уилям Завоевателя поема контрол над Англия след норманско нашествие през 1066 г., правейки себе си и наследниците си равностойни на краля извън Франция (където все още е номинално субект на короната).
Хенри II наследява Херцогство Нормандия и Графство Анжу и се жени за бившата френска кралица Елеонор Аквитанска, която владее голяма част от Югозападна Франция, през 1152 г. След като потушава бунт, предвождан от Елеонор и трима от синовете ѝ, Хенгри я хвърля в затвора, подчинява херцога на Бретан като свой васал и управлява западната част на Франция с по-голям авторитет, отколкото френската корона. Все пак, споровете сред наследниците на Хенри относно подялбата на френските територии, заедно с дългогодишната кавга на Джон I с Филип II, позволяват на Филип II да възстанови влиянието си над по-голямата част от териториите си. След френската победа в битката при Бувин през 1214 г., английските монарси упражняват власт само в югозападното херцогство Гиен.

### Късно средновековие и Стогодишна война
Смъртта на Шарл IV през 1328 г. без наследници от мъжки пол слага край на династията на Капетингите. По силата на Салическия закон, короната не може да бъде наследена от жена, поради което на престола се възкачва Филип VI, син на Шарл Валоа. Това, в допълнение към дълготрайния спор относно правата над Гаскония и взаимоотношенията между Англия и фламандските текстилни градове, води до избухването на Стогодишната война, продължила от 1337 до 1453 г. Следващите години са белязани от унищожителни войни, селски бунтове (например Жакерия от 1358 г.) и нарастването на националистическите нагласи както във Франция, така и в Англия.
Загубите след повече от век война са огромни, особено след разразяването на чумата в Европа (наричана Черната смърт), която пристига от Италия през 1348 г. и се разпространява бързо по течението на река Рона, а от там към останалите части на страната. Оценено е, че населението от около 18 – 20 милиона души на територията на днешна Франция към 1328 г. намалява с около 50% през следващите 150 години.

### Ренесанс и Реформация
Периодът на Ренесанса е белязан от появата на мощни централизирани институции, както и от процъфтяване на културата. Кралете съставят здрава фискална система, която засилва властта на краля да набира войска, което му позволява да се противопоставя на местните благородници. В Париж се появяват силни традиции в областите на литературата, изобразителното изкуство и музиката. Преобладаващият стил е класицизма.
През 1539 г. Франсоа I подписва указа Вилер-Котре. До голяма степен той е дело на Гийом Поайе и засяга редица държавни, съдебни и църковни въпроси. Членовете 110 и 111 са най-известните от него и предвиждат употребата на френски език във всички правни актове, нотариални договори и официалното законодателство.

#### Войни между Хабсбурги и Валоа
След Стогодишната война, Шарл VIII подписва три допълнителни договора с Хенри VII, Максимилиан I и Фернандо II съответно в Етапъл (1492), Санлис (1493) и Барселона (1493). Тези договори разчистват пътя на Франция да поеме по пътя на дългите войни между Хабсбургите и Валоа (1494 – 1559), които бележат началото на ранна съвременна Франция. Френските опити да спечелят господство в Европа имат обратен ефект и водят до повишаване на властта на Хабсбургите.

#### Религиозни войни
Войните между Хабсбургите и Валоа тъкмо са приключили, когато Франция се впуска във вътрешна криза с дълготрайни последици. Въпреки сключването на конкордат между Франция и папството през 1515 г., който дава на короната неоспорвана власт по висшите църковни въпроси, Франция е дълбоко засегната от опита на Реформацията на протестантите да сложат край на хегемонията на католицизма в Европа. Нарастващото градско протестантско малцинство (по-късно наричано хугеноти) е изправено пред все по-тежки репресии при управлението на сина на Франсоа I, Анри II. След смъртта на Анри II в рицарски турнир, управлението на държавата е поето от вдовицата му, Катерина Медичи, и синовете ѝ: Франсоа II, Шарл IX и Анри III. Подновеният католически отговор, оглавяван от влиятелните херцози на Гиз, кулминира в клане над хугенотите през 1562 г., като по този начин избухва първата от Религиозните войни във Франция, в хода на които се намесват английски, немски и испански сили. Противопоставящи се на абсолютната монархия, хугенотските монархомахи съставят теорията на правото на революция и законността на тираницида.
Религиозните войни достигат връх във войната на тримата Aнри (1587 – 1589), в която Анри III убива Анри дьо Гиз (водач на подкрепяната от испанците Католическа лига), в отговор на което кралят е убит. След като и двамата са убити, конфликтът е приключен с възкачването на престола на протестантския крал на Навара, Анри IV (първият бурбонски крал) и последвалото му отричане от протестантството през 1593 г. и приемането на католицизма през 1594 г. През 1598 г. той издава Нантския едикт, който гарантира свобода на вероизповеданията и гражданско равенство.

### Ранно съвремие

#### Колониална Франция
Умиротворяването на Франция при управлението на Анри IV полага голяма част от основата за възход на Франция към европейска хегемония. Държавата се разраства почти през целия 17 век. Франция започва да търгува с Индия и Мадагаскар, основава Квебек, прониква до северноамериканските Големи езера и днешен Мисисипи, създава плантационна икономика в Карибския басейн, разширява търговските си договори в Леванта и увеличава търговския си флот.

#### Тридесетгодишна война
Синът на Анри IV, Луи XIII, и министърът му, Кардинал Ришельо, водят политика, насочена срещу Испания и Свещената римска империя в хода на Тридесетгодишната война (1618 – 1648), която избухва в немски земи. След смъртта на краля и на кардинала, Вестфалският мир (1648) осигурява универсално признаване на германската политическа и религиозна разпокъсаност, но регентството на Анна Австрийска и министърът ѝ, Кардинал Мазарини, претърпява гражданско въстание – т. нар. Фронда (1648 – 1653), което прераства във Френско-испанска война (1653 – 1659). Пиренейският мирен договор (1659) формализира завземането от Франция на испанската територия Русийон след премазването на краткотрайната Каталонска република (1641) и води до кратък период на мир.

#### Административни структури
Старият ред (на френски: Ancien Régime) се отнася главно за аристократичната, социалната и политическата система на ранна съвременна Франция при управлението на династиите Валоа и Бурбон. Административните и социалните структури на Стария ред са резултат от години държавно строителство, законодателни актове, вътрешни конфликти и граждански войни, но остават объркана смесица от местни привилегии и исторически разлики до Френската революция, която елиминира из основи административната непоследователност.

#### Луи XIV – Кралят Слънце
През по-голямата част от управлението на Луи XIV (1643 – 1715), известен също като Краля Слънце, Франция е доминиращата сила в Европа. Негов помощ е наследникът на Кардинал Ришельо – Кардинал Мазарини (1602 – 1661). Той надзирава създаването на френските военноморски сили, които си съперничат с английските, увеличавайки мощта им от 25 кораба до почти 200 кораба. Размерът на армията също постоянно расте. Подновените войни (Деволюционната война (1667 – 1668) и Холандската война (1672 – 1678)) водят до допълнителни териториални придобивки (Артоа, западните части на Фландрия и графство Бургундия), но на цената на все по-организираната опозиция на съперническите кралски сили и растящ национален дълг. Привърженик на теорията на „божественото право на кралете“, в която липсва каквото и да е земно ограничение върху управлението на монарха, Луи XIV продължава работата на предшествениците си по създаването на централизирана държава, управлявана от Париж. Той цели премахването на останките на феодализма, който все още съществува в някои части на Франция, и принуждава благородническия елит да посещава редовно пищния Версайски дворец, построен в покрайнините на Париж. Освен това той успява да помири аристокрацията, много от чиито членове участват в по-ранната Фронта. По този начин, той консолидира системата си на абсолютна монархия в страната, която оцелява 150 години до Френската революция.
Кралят иска да наложи пълна религиозна еднородност в държава, анулирайки Нантския едикт през 1685 г. Приета е печално известната практика на драгонадите, чрез която са изпращани избрани брутални войници в домовете на протестантски семейства и им е позволявано да крадат, изнасилват, измъчват и убиват. Изчислено е, че между 150 и 300 хиляди протестанти напускат Франция по време на вълната гонения след отменянето на Нантския едикт, което коства на страната много велики интелектуалци, занаятчии и други ценни кадри. Преследването достига дори и неортодоксални римокатолици, като например янсенистите – група, която отрича свободната воля и вече е била осъждана от папите. Луи не е теолог, не разбира сложните доктрини на янсенизма и му стига само факта, че той застрашава единството на страната. По този начин, той спечелва приятелството на папството, което до този момент е по-скоро враждебност настроено към Франция, поради политиката ѝ да поставя всички църковни имоти в страната под държавна юрисдикция, а не под римска.
През ноември 1700 г. испанският крал Карлос II умира, с което приключва линията на Хабсбургите в страната. Луи дълго време чака този момент, планирайки да постави член на Бурбоните на трона – Филип V (1683 – 1746). По този начин, Испания се превръща в дълготраен съюзник и дори покорен сателит на Франция, бидейки управлявана от крал, който изпълнява преки заповеди от Версай. Осъзнавайки как това ще разстрои баланса на силите, другите европейски владетели се разгневяват. Въпреки това, повечето от алтернативити са все така нежелателни. Например, поставянето на друг Хабсбург на престола би пресъздало голямата мултинационалната империя на Карл V (1500 – 1558), включваща Свещената римска империя, Испания и двете Сицилии, което също силно би нарушило баланса на силите. След девет години изтощителна война, последното нещо, което Луи иска, е още един конфликт. Все пак, останалта част от Европа не е съгласна с амбициите му за Испания. Така започва Войната за испанското наследство (1701 – 1714) едва три години след края на Деветгодишната война (1688 – 1697).

#### Революция
Управлението на Луи XV (1715 – 1774) първоначално се радва на възвръщането на мира и просперитета под регентството на Филип II Орлеански (1715 – 1723), чиито политики като цяло следват тези на Кардинал Фльори (1726 – 1743), който изпълнява ролята на министър-председател, макар да не носи тази титла. Изтощението на Европа след две големи войни води до дълъг период на мир, който е обезпокояван само от по-дребни конфликти като Войната за полското наследство през 1733 – 1735 г. Мащабните военни действия са подновени в хода на Войната за австрийското наследство през 1740 – 1748 г. Обаче съюзяването с традиционния хабсбургски враг (Дипломатическата революция от 1756 г.) срещу нарастващата мощ на Великобритания и Прусия води до постоянни провали в Седемгодишната война (1756 – 1763) и Франция губи северноамериканските си колонии.
Като цяло, през 18 век се наблюдава нарастващо недоволство срещу монархията и установения ред. Луи XV не е харесван от народа си заради сексуалните си ексцесии, обща слабост и загубването на Канада в полза на британците. Докато Луи XIV засилва позицията на монархията, Луи V я отслабва. Писмените трудове на философи като Волтер са ясен признак за недоволството, но кралят избира да не им обръща внимание. Той умира от едра шарка през 1774 г., а френският народ не се трогва особено от смъртта му. Докато Франция все още не е докосната от Индустриалната революция, която вече тече във Великобритания, надигащата се средна класа в градовете се чувства все по-разочарована от системата и владетелите, които им се виждат глупави, лекомислени, отдалечени и остарели, макар феодализмът отдавна да е изчезнал в Европа.
След смъртта на Луи XV, крал става внукът му – Луи XVI. Първоначално е популярен, но към 1780-те години вече и той е широко мразен от народа си. Жени се за австрийската ерцхерцогиня Мария-Антоанета. Френската намеса в Американската война за независимост (1775 – 1783) също се оказва скъпоструваща.
След като държава потъва в дългове, Луи XVI позволява радикалните реформи на Тюрго и Малзерб, но недоволството на благородничеството води до освобождаването от длъжност на Тюрго и оставката на Малзерб през 1776 г. Те са заменени от Жак Некер. Той също подава оставка през 1781 г. и е заменен от Калон и Бриен, но е възстановен на длъжността си през 1788 г. Суровата зима през същата година води до голям недостиг на храна из Франция, която и без това е на ръба на революция. Когато Френската революция избухва през май 1789 г., страната вече се намира в дълбока институционална и финансова криза, докато идеите на Просвещението завладяват образованите класи на обществото.

### Ограничена монархия
На 3 септември 1791 г. абсолютната монархия, която властва над Франция в продължение на 948 г., е принудена да ограничи властта си и да се превърне във временна конституционна монархия. Все пак, и тази власт не оцелява дълго и на 21 септември 1792 г. френската монархия е на практика премахната чрез провъзгласяването на Първата френска република. Ролята на френския крал изчезва с екзекуцията на Луи XVI чрез гилотина на 21 януари 1793 г., което е последвано от „Царството на терора“, масови екзекуции и временна френска директория и началото на 25 години реформи, безредици, диктатури и войни.

### Реставрация
След Френската революция (1789 – 1799) и Първата френска империя на Наполеон Бонапарт (1804 – 1814), монархията е възстановена, когато коалиция от европейски сили възстановява насила властта на Бурбонската династия през 1814 г. Въпреки това, сваленият от власт Наполеон се завръща триумфално в Париж от изгнанието си на остров Елба и управлява Франция за кратко (Стоте дни).
Наполеон е свален от власт след поражението му при Ватерло през 1815 г., а монархията на Бурбоните е възстановена още веднъж. Графът на Процанс, брат на Луи XVI, е коронован като Луи XVIII. Той се опитва да помири наследниците на Революцията и Стария ред като позволява съставянето на парламент и конституционна харта. Управлението му се характеризира с разногласия между доктринерите (либерали, подкрепящи хартата и разрастващата се буржоазия) и ултрароялистите (аристократи и свещеници, които напълно отхвърлят наследството на революцията). Мирът е поддържан от държавници като Талейран и Ришельо, както и чрез посредничеството на краля и внимателната му намеса. През 1823 г. либералните вълнения в Испания довеждат до френска намеса в полза на роялистите, което позволява на Фернандо VII да отмени Кадиската конституция от 1812 г.
След смъртта на Луи XVIII през септември 1824 г., брат му, графът на Артоа, става крал под името Шарл X. Той е твърд реакционист, подкрепящ ултрароялистите и католическата църква. При неговото управление, цензурата на печата се засилва, приет е законът срещу светотатството, а обезщетенията за емигриралите след революцията са увеличени. Управлението му включва френска намеса в Гръцката война за независимост (1821 – 1829) в полза на гръцките въстаници, както и първия етап от превземането на Алжир.
Абсолютистките наклонности на краля не се харесват от доктринерското мнозинство в камарата на депутатите, така че на 18 март 1830 г. те изпращат обръщение към краля, призовавайки за преход към пълна парламентарна система. Шарл X възприема обръщението като прикрита заплаха и на 25 юли издава Юлските ордонанси, с които ограничава правомощията на парламента и подсилва абсолютната си власт. Опозицията отговаря с протести в парламента и барикади из Париж, което довежда до Юлската революция. Кралят абдикира, последван от сина си, Луи XIX, в полза на внука си, Анри д'Артоа, номинирайки братовчед си, Луи-Филип, за регент. Това се случва твърде късно и либералната опозиция надделява над монархията.

### Юлска монархия
На 9 август 1830 г. камарата на депутатите избира Луи-Филип за „крал на французите“ – за пръв път от Френската революция кралят се разглежда като владетел на френския народ, а не на френската държава. Бурбонското бяло знаме е заменено от френския трикольор. Още в същия месец е въведена и нова харта.
Завладяването на Алжир продължава и са основани нови френски селища в Гвинейския залив, Габон, Мадаскар и Майот, докато Таити става протекторат.
Въпреки първоначални реформи обаче Луи-Филип не е особено различен от предшествениците си. Старото благородничество е заместено от градска буржоазия, а работническата класа няма право да гласува. Луи-Филип назначава видни буржоа на високопоставени държавни длъжности, което му спечелва прякора „Краля гражданин“ (на френски: Roi-Citoyen). Юлската монархия се характеризира с корупционни скандали и финансова криза. Опозицията срещу краля е съставена от легитимисти (подкрепящи Анри д'Артоа като претендент за трона), бонапартисти и републиканци.
Кралят се опитват да заглуши опозицията с цензора, но когато Банкетите на реформистите са репресирани през февруари 1848 г., бунтове и размирици избухват в Париж, а по-късно и в останалите части на Франция, довеждайки до Февруарската революция. Националната гвардия отказва да потуши революцията, което принуждава Луи-Филип да абдикира и да избяга в Англия. На 24 февруари 1848 г. монархията е отменена и е обявена Втората френска република. Въпреки по-нататъшните опити да се възстанови кралството през 1870-те години, по време на Третата френска република, френската монархия така и не е възстановена повече.